# Приворотень надрізаний
Приворотень надрізаний (Alchemilla incisa Buser) — багаторічна рослина роду приворотень (Alchemilla), родини розові (Rosaceae).

## Ботанічний опис

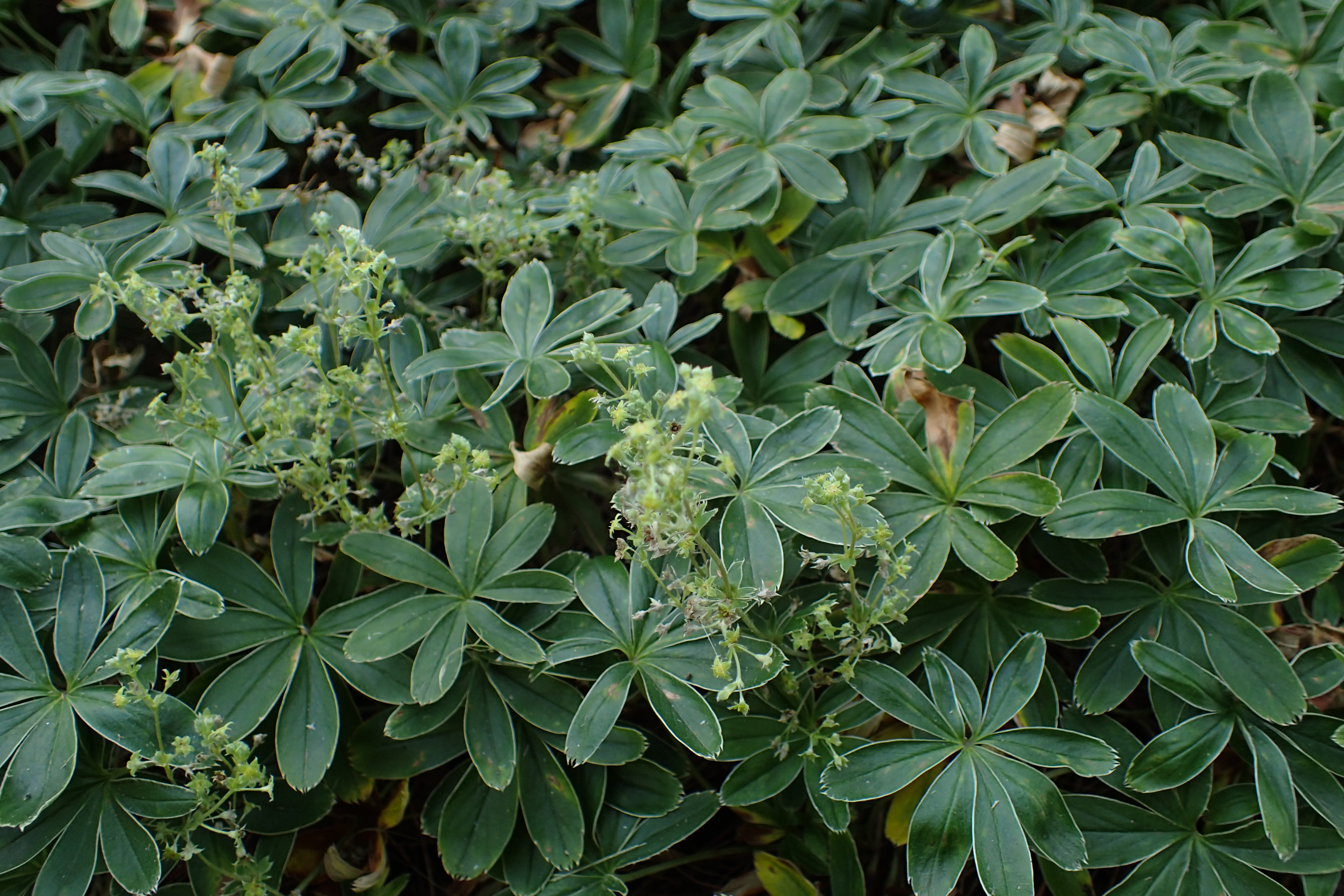

Стебла прямостоячі, 5-15 см заввишки, голі, легке запушення є лише у нижній частині.
Листки голі, окрім жилок на нижній поверхні листка, розсічені на 7-9 вузьких лопатей, кожна із 4-7 довгими нерівними зубцями у середній частині.

## Поширення
В Україні поширений у Карпатах (Покутсько-Буковинські Карпати), росте на кам'янистих схилах.